# Odvar Nordli
Odvar Nordli (Stange, 3 novembre 1927 – Oslo, 9 gennaio 2018) è stato un politico norvegese.
Membro del Partito Laburista Norvegese,  ha ricoperto la carica di ministro di Stato della Norvegia dal 1976 al 1981. La sua unica elezione parlamentare in qualità di primo ministro, nel 1977, fu un successo per il Partito Laburista, che ottenne sette punti percentuali - nel 1981 Nordli si dimise per motivi di salute, poiché soffriva di cefalea a grappolo, a succedergli nella carica di primo ministro fu Gro Harlem Brundtland. Come strana eccezione, tuttavia, non è mai stato presidente del partito, all'epoca lo era Reiulf Steen.
È stato ministro del secondo governo di Trygve Bratteli, suo predecessore a capo del governo.
Dopo il suo ritiro ha pubblicato diversi libri.

## Biografia
Dopo la seconda guerra mondiale, Nordli prestò servizio con il gruppo di brigate norvegesi in Germania, parte dell'esercito di occupazione alleato del dopoguerra in Germania. Si è formato come contabile e ha lavorato in quel settore fino al 1961. Dal 1951 al 1963 è stato vicesindaco di Stange. Dal 1961 al 1981 è stato membro dello Storting. Negli anni 1981-1993, Nordli è stato governatore della contea di Hedmark.
Nordli divenne ministro degli enti locali nel primo gabinetto di Trygve Bratteli nel 1971. Lo stesso Nordli divenne primo ministro nel 1976. Questioni importanti durante il suo governo furono la doppia decisione della NATO, il conflitto sullo sbarramento dell'Alta a Kautokeino per una centrale idroelettrica e il cosiddetto accordo Volvo, in cui le autorità svedesi hanno proposto che la Norvegia diventasse comproprietaria di Volvo, in cambio della partecipazione della Svezia alle risorse petrolifere norvegesi. L'opposizione delle forze centrali sia in Norvegia che in Svezia era troppo grande perché diventasse realtà.